# Siemoń
Siemoń – wieś w Polsce położona w województwie kujawsko-pomorskim, w powiecie toruńskim, w gminie Zławieś Wielka. Według Narodowego Spisu Powszechnego (III 2011 r.) liczyła 759 mieszkańców. Jest siódmą co do wielkości miejscowością gminy Zławieś Wielka.

## Położenie
Graniczy z miejscowościami: Głażewo (odległość 3,3 km), Wybczyk (2,3 km), Słomowo (3,4 km), Łążyn (4,5 km), Rzęczkowo (5,1 km) i Cichoradz (3 km). Najbliższe miasta to: Toruń (25 km), Bydgoszcz (31 km), Chełmża (16 km) i Chełmno (23 km). Przez wieś przebiega droga wojewódzka nr 597: Rzęczkowo - Cichoradz - Siemoń - Unisław. Przez wieś prowadzi także  turystyczny szlak niebieski (20 km) Zamek Bierzgłowski - Bierzgłowo - Słomowo - Siemoń - Raciniewo - Unisław. Miejscowa parafia pw. Podwyższenia Krzyża Świętego w Siemoniu, z wybudowanym w latach 1980-1982 nowym kościołem, podlega dekanatowi Bierzgłowo i Diecezji Toruńskiej.

## Historia
Miejscowość leży na pograniczu Mazowsza oraz Pomorza i historycznie była związana z ziemią chełmińską na Pomorzu Nadwiślańskim. Ma metrykę średniowieczną i istnieje co najmniej od początku XV wieku. Wymieniona została po raz pierwszy w dokumencie z 1400 jako "Boszendorff, Bosendorf, Bossendorff, Bozendorf, Posendorf" oraz w 1457 "Bozendorff id est Zlawyesz, Zlawiesz".
Od 1226 po sprowadzeniu na Mazowsze zakonu krzyżackiego przez księcia mazowieckiego Konrada I tereny, na których leży miejscowość w XIII-XV wieku znalazły się we władaniu krzyżaków. Później zakon toczył długoletnie wojny o ziemię chełmińską z Koroną Królestwa Polskiego. W 1418 wieś była własnością zakonną leżącą w prokurii pieńskiej, a w 1430 w komturii starogrodzkiej z siedzibą w Starogrodzie. 
W 1430 odnotowano ule pszczele trzymane w pniach po połowie przez chłopów w Siemoniu, a w połowie posiadane przez zakon krzyżacki. W Mudzylach trzy pnie posiadał chłop Wawrzek, trzy posiadał Piotr i kolejne trzy Michał Uczig (prawdopodobnie pochodzący z Uścia. W 1438 miejscowość liczyła 63 łany chłopskie oraz 7 łanów opuszczonych. Czynsz wynosił 3 wiardunki oraz dwie kury z każdego łanu, a karczmarz z miejscowej karczmy płacił dwie grzywny.
W 1454 po wybuchu wojny trzynastoletniej toczonej pomiędzy państwem zakonu krzyżackiego, a Koroną Królestwa Polskiego miejscowość zajęta została przez wojska koronne. W tym roku król Polski Kazimierz IV Jagiellończyk nadał Siemoń, wieś lokowaną na prawie chełmińskim z wielkim i małym sądownictwem oraz obowiązkiem służby zbrojnej, burmistrzowi toruńskiemu Rutgerowi von Birken. W 1466 na mocy traktatu toruńskiego podpisanego po zakończonej wojnie trzynastoletniej miejscowość została włączona do Korony Królestwa Polskiego.
W 1468 burmistrz toruński Rutger von Birken nadał Siemoń sołtysowi oraz miejscowym chłopom za czynsz roczny bez szarwarku. Od 6 łanów sołtys płacił czynsz w postaci trzech wiardunków oraz 2 kury, a karczmarz płacił dwie grzywny. Przy okazji w dokumencie odnotowano miejscowych chłopów: Jan Załoga gospodarował na 4 łanach i płacił czynsz po 6,5 wiardunku oraz 2 kury, dawał także szarwark. Matzchege Gansza, Grzegorz Schompor oraz Michał Kacsybwr wszyscy posiadający po trzy łany płacili tak samo jak Załoga. Kolejni chłopi Szemsław, Szymon, Borias, Mikołaj Koszebor, Kusze, Michał Chudy mieli po 2 łany i płacili tak samo jak pozostali.
W 1485 wdowa i dziedziczka Barbara Rutger darowała wieś kościołowi św. Jana w Toruniu. W 1570 miejscowość była własnością kościelną i liczyła 54 łany chłopskie. We wsi stała karczma, kuźnia, a także prowadzono w niej wyszynk gorzałki. We wsi gospodarowało 8 zagrodników oraz 5 komorników.
Wskutek I rozbioru Polski w 1772, miejscowość przeszła pod władanie Prus i jak cała ziemia chełmińska znalazła się w zaborze pruskim.
W latach 1975–1998 miejscowość administracyjnie należała do województwa toruńskiego.